# Homadaula coscinopa
Homadaula coscinopa is een vlinder uit de familie van de Galacticidae. De soort is voor het eerst wetenschappelijk beschreven door Oswald Bertram Lower in een publicatie uit 1900.
De soort komt voor in Australië.